# کارووالاگاهادوالا
کارووالاگاهادوالا (به لاتین: Karuwalagahadewala) یک منطقهٔ مسکونی در سری‌لانکا است که در استان مرکزی (سری‌لانکا) واقع شده‌است.